# Kayla Canett
Kayla Canett, född 29 april 1998, är en amerikansk rugbyspelare. Hon ingick i det amerikanska lag som tog brons i sjumannarugby vid OS 2024 i Paris.